# Sandvatn (Antarktis)
Sandvatn är en sjö i Antarktis. Den ligger i Östantarktis. Norge gör anspråk på området. Sandvatn ligger 117 meter över havet.